# Пурник, Леонтий Нафтульевич
Леонтий Нафтульевич Пурник (8 ноября 1901, Берислав, Херсонская губерния, Российская Империя — 1 февраля 1970, Москва, СССР) — советский военно-политический деятель, генерал-майор авиации (13.12.1942).

## Биография
Родился 8 ноября 1901 года в городе Бериславе, ныне Херсонской области Украины, в еврейской семье, отец был ремесленником. Окончил начальную школу, работал слесарем на Херсонском судостроительном заводе.

### Военная служба

#### Гражданская война
В октябре 1918 года добровольно вступил в РККА. Службу проходил  красноармейцем, затем политбойцом коммунистической батареи 503-го стрелкового полка 56-й стрелковой дивизии. В составе дивизии воевал с войсками генерала А. И. Деникина в восточной части Украины, с июля 1919 года — в Донской области (на реке Хопёр). В августе — сентябре того же года  против конной группы К. К. Мамонтова, прорвавшейся в тыл Южного фронта. В октябре 1919 года принимал участие в обороне на реке Дон в районе станицы Усть-Хопёрская. Член РКП(б) с 1919 года.
С апреля 1920 года — политрук эскадрона 1-го (отдельного) Кавалерийского полка особого назначения 9-й армии. Принимал участие в преследовании остатков деникинских войск в районе Туапсе, Сочи. В августе — сентябре 1920 участвовал в боях по ликвидации Улагаевского десанта на Кубани и на Таманском полуострове, против «Армии возрождения России» генерала М. А. Фостикова и других белогвардейских формирований в западной части Северного Кавказа. В феврале — марте 1921 воевал против вооружённых сил  провозглашённой Грузинской демократической республики.  

#### Межвоенные годы
С сентября 1921 года, переведён политруком в 7-й стрелковый полк  3-й Крымской стрелковой дивизии в Севастополе. С января 1922 года — помощник комиссара 11-го авиационного отряда  11-я армии. С августа 1923 года — политрук береговой артиллерийской батареи Батумского укрепрайона Морских сил Черного моря.
С августа 1925 года - курсант Северо-Кавказской военно-политической школы в городе Новочеркасске. С сентября 1927 года, после окончания школы, служит в Ленинградском военном округе на следующих должностях: политрук учебной батареи отдельного артиллерийского полка, с 1929 года — военный комиссар 82-го отдельного зенитного дивизиона, с 1931 года — военный комиссар 3-го топографического отряда, с 1932 года — военный комиссар 1-го авиапарка, а с 1933 года - на той же должности в 39-й авиаэскадрильи  ВВС округа.
С июня 1933 года — слушатель авиационного факультета Военно-политической академии имени Н. Г. Толмачева.  С сентября 1937 года, после окончания академии, служит военным комиссаром 112-й тяжелой бомбардировочной авиаэскадрильи ВВС Тихоокеанского флота. С марта 1939 года — военный комиссар 29-й тяжелой бомбардировочной авиабригады. С ноября 1939 года — военный комиссар  ВВС Балтийского флота. На этой должности принял участие  в Советско-финляндской войне. 21 апреля 1939 года, за образцовое выполнение боевых заданий Командования на фронте борьбы с финской белогвардейщиной и проявленные при этом доблесть и мужество, бригадный комиссар Пурник был награждён орденом Ленина. С августа 1940 года — заместитель начальника Управления политпропаганды политотдела ВВС Балтийского флота.

#### Великая Отечественная война
С началом войны в прежней должности. С февраля 1942 года дивизионный комиссар Пурник назначен военным комиссаром ВВС Тихоокеанского флота.   13 декабря 1942 года ему было присвоенно воинское звание - генерал-майор авиации. С августа 1943 года — в распоряжении Главного политуправления ВМФ. С октября 1943 года — начальник политотдела ВВС Черноморского флота.
Из представления к правтельственной награде: «Пурник почти всю войну провел на КБФ, ЧФ в должности заместителя командующего ВВС по политчасти. При выполнении всех боевых операций авиацией флота он находился на действующих аэродромах. Своим хладнокровием, решительностью в проведении намеченных мероприятий и постоянной связью с летным составом, вселял в летчиков боевой дух и уверенность в победе, что обеспечивало боевой успех авиации флота...».
28 июня 1945 года, за образцовое выполнение заданий командования, генерал-майор Пурник был награждён орденом Нахимова I степени.

#### Послевоенное время
После окончания войны оставался в прежней должности. С марта 1946 года начальник политотдела ВВС Северо-Балтийского флота,  а с января 1947 года — 8-го ВМФ. С июня 1947 года — в распоряжении Главного политуправления Вооруженных сил. С ноября 1947 года — заместитель по политчасти начальника штаба 69-й воздушной армии. С октября 1950 года на то же должности  в 45-й воздушной армии. С ноября 1953 года — заместитель по политчасти командующего ВВС Северного флота. В октябре 1956 года генерал-майор авиации Пурник уволен в запас.
После увольнения с военной службы проживал в Москве, занимался общественной деятельностью и литературным творчеством — писал мемуары.
Скончался  1 февраля 1970 года в Москве похоронен там же на Новодевичьем кладбище.

## Награды
- два ордена Ленина (21.04.1939[4], 21.02.1945[5][6]);
- два ордена Красного Знамени (03.11.1944[6][7], 20.06.1949[6][8]);
- орден Нахимова I степени (28.06.1945)[9];
- два ордена Отечественной войны I степени (03.08.1944[10], 24.02.1945[11]);
- орден Красной Звезды (03.04.1942)[12]
  - медали в том числе:
  - «XX лет Рабоче-Крестьянской Красной Армии» (1938)[4]
  - «За оборону Ленинграда» (18.11.1943)[13];
  - «За победу над Германией в Великой Отечественной войне 1941—1945 гг.» (1945)[4]